# Hannes Bok
Hannes Bok (eigentlich Wayne Francis Woodard; geboren am 2. Juli 1914 in Kansas City, Missouri; gestorben am 11. April 1964 in New York City) war ein amerikanischer Künstler und Schriftsteller, vor allem bekannt durch seine Cover Art für Science-Fiction-Pulpmagazine.

## Leben
Bok ist der Schöpfer zahlreicher Cover für Magazine wie Cosmic Stories, Famous Fantastic Mysteries, Fantastic Universe, Future Fiction, Imagination, Planet Stories, Stirring Science Stories, Super Science Stories und vor allem von sieben Titelbildern für Weird Tales. Er arbeitete außerdem für die Verlage Arkham House, Fantasy Press, Gnome Press und Shasta Publishers.
Obwohl er hunderte von Titelbildern und Illustrationen schuf, hätte er noch mehr Aufträge erhalten können, wenn er es nicht abgelehnt hätte, sich irgendwelchen Vorgaben der Auftraggeber anzupassen.
1953 teilte er sich mit Ed Emshwiller den ersten Hugo Award in der Kategorie Best Cover Artist.
Neben seinen künstlerischen Werken schrieb er zwei Fantasy-Romane, die postum veröffentlicht wurden. Nach dem Tod seines Freundes Abraham Merritt 1943 vollendete und illustrierte er zwei von dessen Romanen. Außerdem erschien 1972 Spinner of Silver and Thistle, eine Sammlung seiner Gedichte.
Nach 1953 begann Bok sich hauptsächlich für Astrologie zu interessieren und veröffentlichte eine Reihe von Artikeln zu diesem Thema.

## Werke
- mit Abraham Merritt: The Fox Woman and The Blue Pagoda (Roman, 1946)
- mit Abraham Merritt: The Black Wheel (Roman, 1947)
- The Sorcerer's Ship (Roman, 1969)
- Beyond the Golden Stair (Roman, 1970)
- Spinner of Silver and Thistle (Gedichte, 1972)